# Sebastian Nanasi
Algot Sebastian Nanasi (Kristianstad, 16 maggio 2002) è un calciatore svedese, centrocampista dello Strasburgo.

## Biografia
Suo padre è un ex giocatore della nazionale ungherese di floorball.

## Carriera

### Club
Nanasi ha iniziato la sua carriera nelle giovanili del Viby IF, per poi approdare a quelle del Kristianstad FC, con cui nella stagione 2018 ha preso parte alla Division 1, la terza divisione svedese. Nell'estate dello stesso anno si trasferisce al Malmö FF, giocando per due anni nelle giovanili. Nel giugno 2020 viene ceduto in prestito al Varberg, formazione militante nell'Allsvenskan, fino al termine della stagione. Rientrato dal prestito nel gennaio 2021, fa il suo debutto un mese dopo, quando il 21 febbraio viene schierato nell'incontro di coppa perso per 1-2 contro il Västerås SK. Nell'Allsvenskan 2021 colleziona 13 presenze e una rete, oltre a giocare le sue prime due partite in una fase a gironi di Champions League contro Juventus e Chelsea.
Inizia al Malmö anche l'annata seguente, ma al fine di ottenere maggiore spazio intorno a metà campionato passa in prestito al Kalmar, dove è allenato da Henrik Rydström. In biancorosso totalizza 5 reti e 6 assist in 16 presenze, poi rientra al Malmö FF che nel frattempo aveva nominato come nuovo allenatore proprio lo stesso Rydström. Con il suo apporto di 11 reti e 7 assist in 29 presenze, ha contribuito alla conquista titolo nazionale al punto tale da essere premiato non solo come miglior centrocampista dell'Allsvenskan 2023, ma anche come miglior giocatore di quell'intera edizione.
Dopo aver iniziato l'Allsvenskan 2024 con 6 gol e 10 assist in 17 partite che contribuiscono a issare il Malmö al primo posto, il 23 agosto 2024 viene ceduto allo Strasburgo. Nonostante la sua partenza dal Malmö fosse avvenuta a stagione in corso, a fine anno Nanasi viene premiato sia come miglior centrocampista che come miglior giocatore di quell'edizione del campionato svedese, bissando dunque i riconoscimenti già vinti l'anno precedente.

### Nazionale
Ha fatto parte delle principali nazionali giovanili svedesi, quindi nel 2023 ha debuttato anche con la nazionale maggiore.

## Statistiche

### Presenze e reti nei club
Statistiche aggiornate all'8 dicembre 2024.
| Stagione        | Squadra         | Campionato      | Campionato | Campionato | Coppe nazionali | Coppe nazionali | Coppe nazionali | Coppe continentali | Coppe continentali | Coppe continentali | Altre coppe | Altre coppe | Altre coppe | Totale | Totale |
| Stagione        | Squadra         | Comp            | Pres       | Reti       | Comp            | Pres            | Reti            | Comp               | Pres               | Reti               | Comp        | Pres        | Reti        | Pres   | Reti   |
| --------------- | --------------- | --------------- | ---------- | ---------- | --------------- | --------------- | --------------- | ------------------ | ------------------ | ------------------ | ----------- | ----------- | ----------- | ------ | ------ |
| gen.-ago. 2018  | Kristianstad FC | D1              | 11         | 2          | -               | -               | -               | -                  | -                  | -                  | -           | -           | -           | 11     | 2      |
| giu.-nov. 2020  | Varberg         | A               | 6          | 0          | -               | -               | -               | -                  | -                  | -                  | -           | -           | -           | 6      | 0      |
| 2021            | Malmö FF        | A               | 13         | 1          | CS              | 3               | 1               | UCL                | 4                  | 0                  | -           | -           | -           | 20     | 2      |
| gen.-lug. 2022  | Malmö FF        | A               | 9          | 0          | CS              | 4               | 1               | UCL                | 1                  | 0                  | -           | -           | -           | 14     | 1      |
| lug.-nov. 2022  | Kalmar          | A               | 16         | 5          | CS              | -               | -               | -                  | -                  | -                  | -           | -           | -           | 16     | 5      |
| 2023            | Malmö FF        | A               | 29         | 11         | CS              | 4               | 2               | UCL                | -                  | -                  | -           | -           | -           | 33     | 13     |
| gen.-ago. 2024  | Malmö FF        | A               | 17         | 6          | CS              | 6               | 1               | UCL                | 4                  | 3                  | -           | -           | -           | 27     | 10     |
| Totale Malmo    | Totale Malmo    | Totale Malmo    | 68         | 18         |                 | 17              | 5               |                    | 9                  | 3                  |             | -           | -           | 94     | 26     |
| 2024-2025       | Strasburgo      | L1              | 13         | 3          | CF              | -               | -               | -                  | -                  | -                  | -           | -           | -           | 13     | 3      |
| Totale carriera | Totale carriera | Totale carriera | 114        | 28         |                 | 17              | 5               |                    | 9                  | 3                  |             | -           | -           | 140    | 36     |

### Cronologia presenze e reti in nazionale
| Cronologia completa delle presenze e delle reti in nazionale ― Svezia | Cronologia completa delle presenze e delle reti in nazionale ― Svezia | Cronologia completa delle presenze e delle reti in nazionale ― Svezia | Cronologia completa delle presenze e delle reti in nazionale ― Svezia | Cronologia completa delle presenze e delle reti in nazionale ― Svezia | Cronologia completa delle presenze e delle reti in nazionale ― Svezia | Cronologia completa delle presenze e delle reti in nazionale ― Svezia | Cronologia completa delle presenze e delle reti in nazionale ― Svezia |
| Data                                                                  | Città                                                                 | In casa                                                               | Risultato                                                             | Ospiti                                                                | Competizione                                                          | Reti                                                                  | Note                                                                  |
| --------------------------------------------------------------------- | --------------------------------------------------------------------- | --------------------------------------------------------------------- | --------------------------------------------------------------------- | --------------------------------------------------------------------- | --------------------------------------------------------------------- | --------------------------------------------------------------------- | --------------------------------------------------------------------- |
| 9-1-2023                                                              | Faro                                                                  | Svezia                                                                | 2 – 0                                                                 | Finlandia                                                             | Amichevole                                                            | -                                                                     | 82’                                                                   |
| 12-1-2023                                                             | Faro                                                                  | Svezia                                                                | 2 – 1                                                                 | Islanda                                                               | Amichevole                                                            | -                                                                     | 77’                                                                   |
| 12-1-2024                                                             | Pafo                                                                  | Svezia                                                                | 2 – 1                                                                 | Estonia                                                               | Amichevole                                                            | 1                                                                     | 59’                                                                   |
| 8-9-2024                                                              | Solna                                                                 | Svezia                                                                | 3 – 0                                                                 | Estonia                                                               | UEFA Nations League 2024-2025 - 1º turno                              | -                                                                     | 63’                                                                   |
| 14-10-2024                                                            | Tallinn                                                               | Estonia                                                               | 0 – 3                                                                 | Svezia                                                                | UEFA Nations League 2024-2025 - 1º turno                              | 2                                                                     | 83’                                                                   |
| 19-11-2024                                                            | Solna                                                                 | Svezia                                                                | 6 – 0                                                                 | Azerbaigian                                                           | UEFA Nations League 2024-2025 - 1º turno                              | -                                                                     | 66’                                                                   |
| 22-3-2025                                                             | Lussemburgo                                                           | Lussemburgo                                                           | 1 – 0                                                                 | Svezia                                                                | Amichevole                                                            | -                                                                     | 62’                                                                   |
| 25-3-2025                                                             | Solna                                                                 | Svezia                                                                | 5 – 1                                                                 | Irlanda del Nord                                                      | Amichevole                                                            | -                                                                     | 71’                                                                   |
| Totale                                                                |                                                                       | Presenze                                                              | 8                                                                     |                                                                       | Reti                                                                  | 3                                                                     |                                                                       |

## Palmarès

### Club

#### Competizioni nazionali
- Campionato svedese: 1

Malmö FF: 2021
- Coppa di Svezia: 2

Malmö FF: 2021-2022, 2023-2024